# 구애

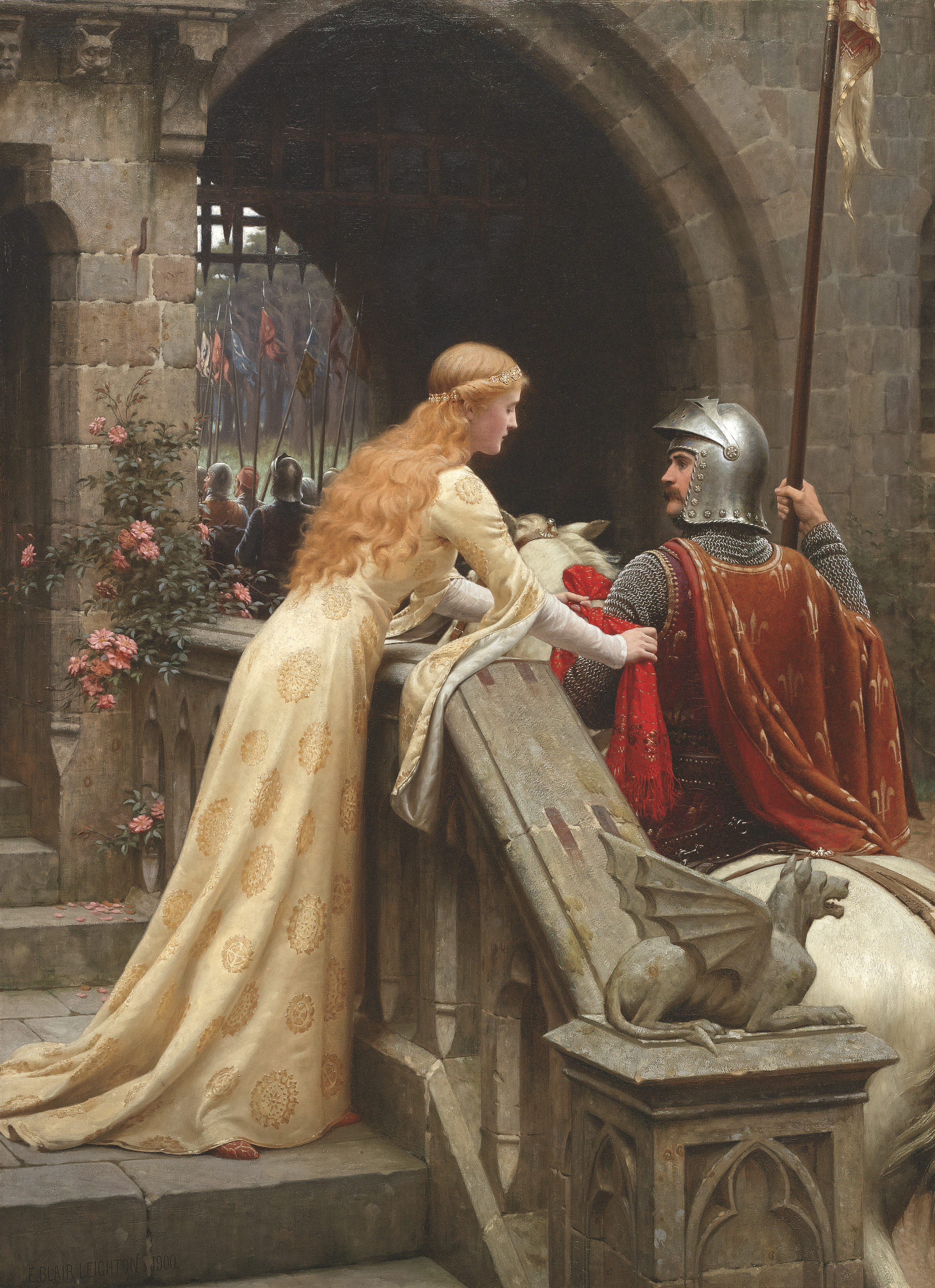
영국 예술가 에드먼드 레이튼의 God Speed, 1900: 무장한 기사가 전쟁을 위해 출발하고 그의 아내나 애인을 뒤로하고 떠나는 모습을 묘사한다

구애(求愛)란 약혼이나 결혼 전에 전통적으로 상대방의 사랑을 얻기 위해 하는 행동이다. 구애를 할 때, 커플은 데이트를 통해 서로를 더 깊이 알아가며, 관계를 더 발전시킬 것인지에 대해 고민한다. 일반적으로 구애란 공개적인 행동, 즉 공개적으로 가족들의 인정을 받아 하는 행동이다.
구애에는 데이트, 즉 커플이 저녁 식사를 같이 한다거나 영화를 같이 보거나, 댄스 파티에 가거나, 피크닉, 쇼핑 등등 여러 활동을 같이 하는 것이 포함된다. 인터넷에서의 만남 또는 가상 데이트, 패팅, 문자 메시지 보내기, 전화 통화 (영상 통화), 서로에게 편지 쓰기, 꽃, 노래, 선물 보내기 등등의 행동 역시 구애의 일부라 할 수 있다.

## 전통적인 구애
서구화된 국가들에서 데이트는 일반적인 행동이나, 몇몇 전통을 고수하는 국가들에서, 구애는 고도로 구조화된 활동이며, 여러 엄격한 규칙을 따르게 된다.
어떤 사회에서는, 부모 또는 공동체에서 미래의 파트너를 결정하고, 서로가 어울리는지 결정하기 위해 제한적인 데이트를 허용하는 경우도 있다. 일본이나 한국에서는, 맞선이란 제도가 있다.
한편으로 중매쟁이를 통해 구혼자들의 사진과 이력서를 받은 후, 커플이 동의하면, 중매쟁이와 부모들의 참석 하에 두 사람이 정식으로 만나는 경우도 있다. 중매쟁이와 부모는 몇 번의 데이트를 통해 서로가 어울리는 한 쌍인지 결정할 것을 재촉할 것이다.
좀 더 폐쇄적인 사회에서는, 어릴 때 서로의 결혼 상대가 부모에 의해 결정되어 구애가 거의 어려운 때도 있다. 시험적인 구애를 금지하고 오직 합의에 의해서만 결혼을 하는 것은 부분적으로는 젊은 사람들의 순결을 보호하기 위함일 수 있으며, 어떤 부분에서는 가족들의 이익을 더 키우기 위함일 수도 있다. 이것은 특히 경제적인 사항이 로맨스보다 더 중요한 문화에서 그렇게 된다.
최근 몇십년간은, 합의 결혼의 개념이 바뀌거나 다른 형태의 데이트와 혼합이 되었다; 즉 미래의 커플이 서로를 만나 데이트를 하면서 이 관계를 지속할 것인지를 결정하는 것이다.

## 데이트

### 미국의 데이트
오래전의 미국에서는, 청소년들은 사교적인 이유보다는 결혼 상대를 찾기 위해 구애를 하였다. 하지만, 1920년 대의 재즈 시대에 들어서면서, 재미로 데이트하는 것이 점차 보편화되었으며 30년대에는, 인기 있는 젊은이가 데이트를 많이 해보는 것이 보통 일이 되었다. 그러면서도 이 시기에는 혼전 섹스가 비도덕적인 것으로 받아들여졌으므로, 현재보다는 훨씬 더 정숙한 데이트가 이루어졌다.
1960년대와 70년대의 성의 혁명 이후, “구식” 데이트는 점차 인기가 사그라들었다. 커플들은 옛날처럼 1:1로 만나 같이 노는 것 외에도 많은 친구들과 어울리는 것도 일반화되었으며, 자신의 부모 세대에서 데이트라 할만한 것 없이 더 깊은 관계로 발전하는 경우가 많아졌다.
최근 들어서는, 여러 대학 신문에서 “데이트”가 사라진 세태를 성토하는 사설이 종종 실리기도 한다. 이것은 어쩌면 미국의 보수적 여성 단체 독립 여성 포럼이 스폰서한, “전통적인” 데이트를 지지하는 캠페인의 결과일지도 모른다.
또한, 최근 들어서는 전통적인 데이트가 진화하여 오늘날의 시대에 맞는 형태로 변하였다. 예를 들면 인터넷 채팅의 증가나, 헌팅, 번개팅 등등에서 이런 예를 찾아볼 수 있다. 어떤 이들은 과거 세대가 알던 형태의 연애는 사라졌으며, 가장 가까운 형태의 현대 연애는 파트너가 서로의 사생활을 존중해주면서도 언젠가는 함께 할 것을 다짐하는 형태의 연애라고도 말한다.

### 한국의 데이트
한국의 역사에서의 ‘데이트’를 볼 때, 고려 시대에는 쌍화점 등의 문학을 볼 때 어느 정도 자유 연애가 성행하였음을 생각할 수 있다. 조선 시대에는 유교의 영향으로 연애의 자유가 제한받았으며, 신분 제도의 영향도 있었다.
현대에 와서는, 1970~80년대까지만 해도 혼전 순결의 중시와 중매 결혼의 보편화 등 현재보다 보수적인 면이 많았으나 1990년대에 들어서면서 차츰 더욱 자유로워졌다. 이는 하두리 등의 사이트가 생겨나면서 보편화된 인터넷 채팅이라든지, 당시에 신조어로 나타나기 시작한 헌팅 등에서 볼 수 있다. 특히 21세기에 들어서서는 서로가 파트너에 대한 책임감만 있으면 혼전 섹스도 문제 없다는 생각이 청소년들 사이에서 퍼지고 있으며, 옥탑방 고양이 등의 드라마를 통해 혼전 동거에 대한 인식도 많이 누그러졌다. 한편에서는 이런 모습을 사회의 문란화로 받아들이는 부정적인 시각도 있다.

## 상업적 데이트 서비스

### 서양
많은 사람들이 여전히 일상 속에서, 혹은 친구나 친척의 소개를 통해서 상대를 만나곤 하지만, 제2차 세계 대전 이후 서양에서는 상업적 데이트 서비스 회사가 부상하기 시작하였다. 이들은 주로 25 ~ 44세의 사람들을 대상으로 한다. 신문이나 잡지의 구혼 광고 역시 보편화되었다.
지난 5년간, 온라인 데이트 서비스로 인해 연애는 상당한 변화를 겪었다. 1995년 즈음부터 통신 및 컴퓨터 기술의 발전으로 사람들은 전화, 휴대폰, 웹캠 등을 이용해 자신에게 어울리는 짝을 찾는 것이 가능해졌다.
예를 들어 미국에서는 프리 데이트 (Pre-date)라는 것이 생겨나, 전화, 메신저, 이메일, 웹캠 등으로 이성을 사귈 수 있게 되었다. 단점이라면, 데이트 회사의 개인적 인터뷰 없이는, 참여자들이 자신의 프로필을 과장하거나 거짓으로 말할 수 있다는 것이다.
인터넷의 인기가 상승하는 데는 조금 시간이 걸렸으나, 이제 미국에서는 미혼자 5명 중에 1명이 이성을 웹에서 찾아보았다고 하며, 이것은 데이트 패턴에 있어 크나큰 변화를 가져다주었다. 2004년 영국에서 이뤄진 연구에 의하면 현재 데이트 회사는 약 150개 정도가 존재하며, 시장도 해마다 20%씩 증가하고 있다고 한다. 이런 빠른 성장에는 첫째로, 데이트 장소를 정하는 데 드는 비용이 얼마 안 되며, 둘째로, 이런 방식으로 이성을 찾는 싱글들이 점차 늘어나고 있기 때문일 것이다.
하지만, 전문 연구 기관에서도 정확한 통계 수치 (예를 들면 이런 서비스를 이용하는 남녀 비율, 혹은 실제 이용 회원과 유령 회원의 비율)를 구하는 데 어려움을 겪고 있는데, 이는 각 회사들이 자신들의 실적을 과장하는 경우가 많기 때문이다. ‘오프라인’ 데이트 회사의 경우 대부분의 회사들은 여자보다 남자 회원이 더 많다고 하고 있다.
전통적으로, 서양은 물론 많은 국가에서, 남자들이 구애를 하는 경우가 더 많다. 하지만 인터넷의 익명성 및 여러 요소로 인해 이제 여자들도 적극적으로 구애를 할 수 있게 되었다. 2008년 미국 잡지 Wired에서 이뤄진 연구에 따르면 “남자들만큼이나 여자들도 돈을 주고 이성을 찾으려는 노력을 많이 한다”고 한다.
웹상에서 연결고리를 찾으려는 싱글들은 수가 계속 늘어나, 북아메리카 싱글 중 인터넷 데이트를 사용해본 비율은 1999년 2%에서 2002년 10%로 증가하였다 (Canadian Business에 의한 자료). 온라인 회원 중 반 이상 (53%)이 온라인으로 우정 또는 연애를 시작한 사람을 알고 있으며, 18 ~ 24세 온라인 회원의 3/4가 그렇게 관계를 시작하였다고 말한다.
18-25세의 회원들이 온라인 데이트 회사에서 큰 비율을 차지하고 있다는 연구 결과는 많다. 이러한 경향은 MySpace, Faceparty, Friendster, Facebook, Nexopia 등 연애와는 직접적인 관련이 없는 다양한 온라인 커뮤니티들이 인기를 얻으면서, 많은 이들이 여기에서 자신의 짝을 찾아보고 있기 때문으로 분석된다.
핸드폰 데이트 웹사이트 역시 인기를 얻고 있다.

### 대한민국
대한민국의 오프라인 데이트 회사는 주로 듀오와 같은, 결혼 상대를 찾아주는 회사가 많다.
인터넷이 발달하기 이전 대한민국에서는 천리안 및 유니텔의 채팅방에서도 인터넷 데이트가 시작되었으며, 하두리의 등장으로 웹캠의 개념이 보편화되었다. 이후 버디버디, 네이트온, 네이버 폰이나 싸이월드, 다음 카페 등 역시 연애랑 직접적인 관련이 없는 여러 커뮤니티 서비스에서 온라인 데이트가 이루어지게 되었다. 한편으로 이런 사이트는 원조 교제가 이루어지기 쉬운 곳이라 일견의 우려를 낳고 있다.

## 사회적 이론의 관점에서의 구애
많은 이론주의자들이 구애를 통해 개개인의 성 정체성의 결정을 설명하곤 한다. 구애에 대한 과학적 연구는 1980년대에 시작하였으며, 이즈음 학자들은 현대 데이트와 데이트 규칙에 대한 이론을 만들어내기 시작하였다. 무어와 퍼퍼가 발견한 바에 따르면, 대부분이 믿는 것과는 반대로, 구애는 여자들에 의해 시작되고 조절되며,, 이는 남자들이 반응하는 비언어적인 행동을 통해 이루어진다. 이는 신체 언어를 연구하는 많은 학자들이 동의하는 부분이다. 하지만 페미니스트 학자들은 연애를 여자를 억압하는 사회적으로 설계된 남성 주도의 과정으로 간주한다.. 하나 이 주장은, 연애가 남자보다는 여자의 지지가 있어야 지속될 수 있다는 여러 증거에 부딪친다. 예를 들어, 패럴의 주장에 따르면, 결혼에 관한 잡지나 로맨스 소설의 독자층은 98% 여자로 구성되어있다.. 직장에서의 구애에 관한 체계적인 연구 그리고 두 편의 다른 국가적 환경에서의 데이트 규칙을 연구한 10년짜리 연구에서도 연애는 남자와 여자 둘 다 관계를 인정하고 아이를 기를 수 있는 확률을 극대화시키는 사회적인 과정이라는 것을 지지하고 있다. 이것이 여성들, 특히 직장에서의 독립과 평등을 추구하는 여성들에게는 부정적으로 작용할 수 있으나, 대부분의 부정적 효과는 평균 연령 단축, 높은 자살 빈도, 알콜 중독, 노숙과 투옥 등의 형태로 남자들에게 더 많이 일어난다는 주장도 있다.

## 동물에서의 구애
인간이 아닌 많은 동물들은 제 짝을 결정하는 의식이 있으며, 이를 인간에 빗대어 ‘구애’라고 부르게 된다. 동물의 세계에서의 구애는 복잡한 춤 혹은 접촉, 울음, 아름다움의 과시나 결투가 포함된다. 대부분의 동물의 구애는 사람이 보지 않는 곳에서 이루어지므로, 동물 행동 관찰에 있어 기록된 것이 그리 많지 않다. 구애 방식이 잘 연구된 동물로는 대표적으로 바우어새(bowerbird)가 있는데, 이들은 주변 재료들을 모아 암컷을 맞을 새집을 만드는 새들이다.
과학적인 관점에서 봤을 때, 동물들의 구애는 번식의 목적으로 짝을 결정하는 과정이다. 일반적으로, 수컷이 구애를 시작하며 암컷은 짝을 선택해 짝짓기를 하거나 거절하게 된다.
사회생물학적 모델 중 리차드 도킨스가 제안한 이기적 유전자 모델이 있는데, 이것은 특정 종의 개체가 “좋은 유전자”를 가지고 있는 것으로 보이는 같은 종과 짝짓기를 한다는 이론이다. 이 경우, 구애는 특정 생물체가 “유전자”를 상대에게 내보이면서 스스로를 다음 세대까지 보존하기 위해 다른 생물체의 유전자와 섞이길 기대하는 과정이라 할 수 있다.

## 같이 보기
- 사랑
- 연애
- 결혼